# Цивільний Хрест Пошани

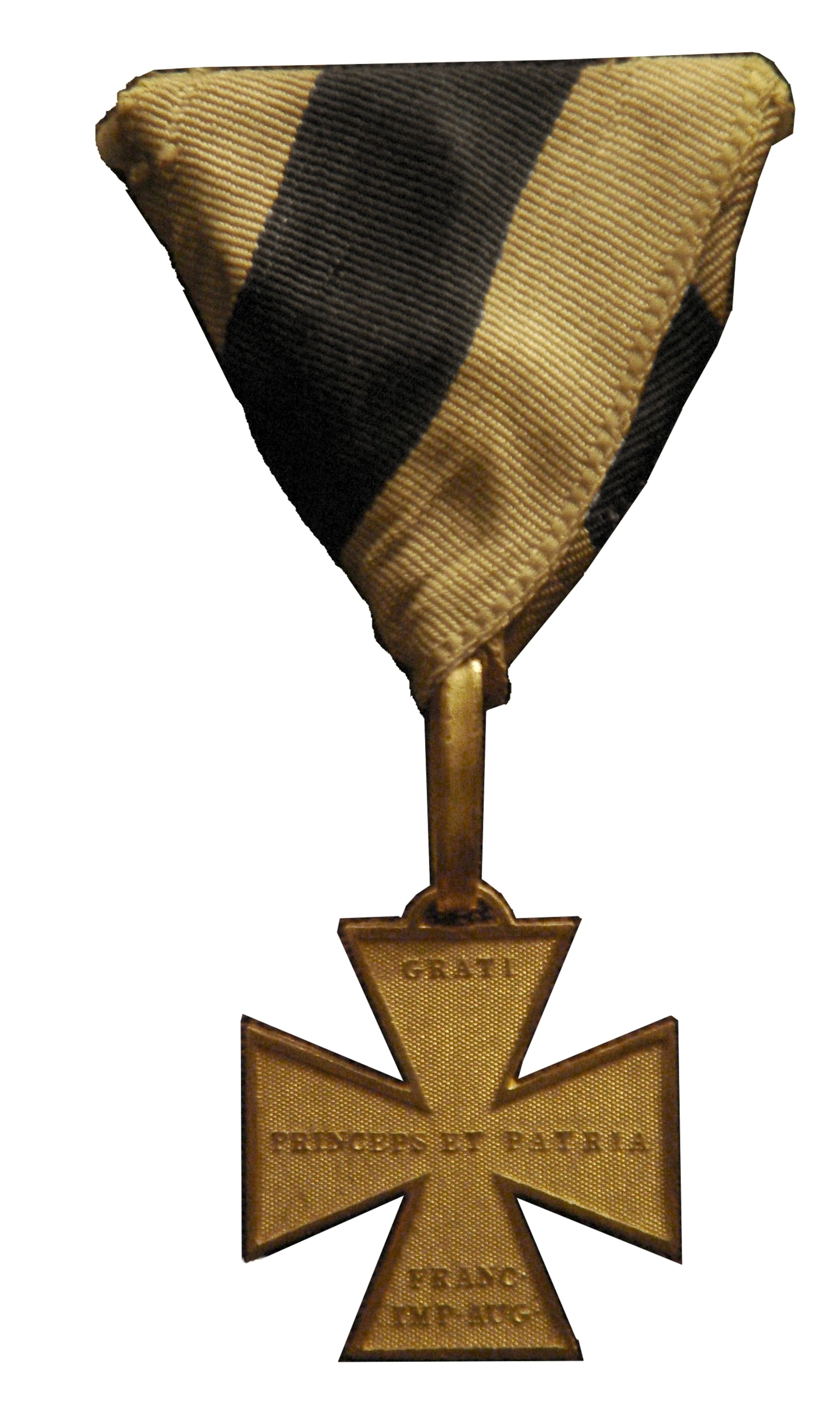
Цивільний Хрест Пошани

Цивільний Хрест Пошани або Цивільний Почесний Хрест (нім. Zivil-Ehrenkreuz; пол. Krzyż Honorowy Cywilny) — цивільна відзнака Австрійської імперії за заслуги під час Наполеонівських війн 1813–1814 років. Заснована 26 травня 1815 року імператором Францом I. Нагороджувалася трьома ступенями: великим золотим, золоти і срібним хрестом.

## Історія
Нагорода була створена для цивільних (не військових) за заслуги під час анти-Наполеонівських війн Австрійської імперії
Відзнака, у формі лицарського хреста, залежно від рангу була виконана зі срібла або золота розмірами: 30 × 30 мм; великий золотий хрест – 45 × 45 мм. На лицьовій стороні розміщено напис «GRATI PRINCEPS ET PATRIA FRANC · IMP · AUG» (вдячний князь та батьківщина. Франц імп Австрії). На реверсі розміщено напис «EUROPAE LIBERTATE ASSERTA MDCCCXIII/MDCCCXIV» (принесення свободи Європі 1813–1814). Стрічка хреста шириною 38 мм, чорна з широкими жовтими краями, шириною 13 мм кожна (великий золотий ступінь мав стрічку шириною 43 мм із смугами по 15 мм).
Нагороду носили на жовто-чорно-жовтій стрічці в петлиці або на лівій груді.
20 вересня 1814 року князь Клемент фон Меттерніх був нагороджений Великим хрестом ордена, виготовленим спеціально для нього, як особливий ступінь. Його носили як прикрасу на шию.
Загалом було вручено 1 великий золотий хрест, 38 золотих і 154 срібних. Еквівалентом нагороди для військових був Військовий хрест, встановлений роком раніше, форма якого послужила моделлю для створення Карлового військового хреста від 1916 року.